# Mihai Neșu
Pour les articles homonymes, voir Neșu.
Mihai Neșu est un footballeur international roumain né le 19 février 1983 à Oradea. Il évolue au poste de latéral gauche.

## Carrière
Le 10 mai 2011, Mihai Neșu est victime d'un grave accident à l'entraînement avec son club, le FC Utrecht. À la suite d'une collision avec un de ses coéquipiers, Alje Schult, Neșu retombe lourdement au sol et ne parvient pas à se relever, paralysé à partir du cou. Transporté d'urgence à l'hôpital, on lui diagnostique une fracture des vertèbres cervicales. Opéré d'urgence, il met plusieurs mois pour reparler et bouger. Ayant retrouvé partiellement le contrôle de son bras droit, il tient le 18 janvier 2012 sa première conférence de presse depuis son accident. Il y annonce la création de la Mihai Neșu Foundation, destinée à aider les enfants handicapés en Roumanie. Une nouvelle annonce est ensuite faite le 8 février 2012, selon laquelle il a réussi à bouger sa main gauche.

## Palmarès

### Steaua Bucarest
- Champion de Roumanie : 2004-2005, 2005-2006.
- Vainqueur de la Supercoupe de Roumanie : 2006.
- Demi-finaliste de la Coupe de l'UEFA : 2006.